# ستيفن جولدسميث
ستيفن جولدسميث (بالإنجليزية: Stephen Goldsmith) هو سياسي أمريكي، ولد في 12 ديسمبر 1946 في إنديانابوليس في الولايات المتحدة. حزبياً، نشط في الحزب الجمهوري.